# Usměj se, Lízo
Usměj se, Lízo (2004) je sbírka 10 původních povídek českých autorů. Editorem sbírky je Boris Dočekal. Na obálce je použit lept Jiřího Slívy citující obraz Mona Lisa. Jde o první knihu edice Česká povídka, která pokračuje v koncepci prvně použité v knížce Miluj mě víc (2002). Společným tématem povídek této sbírky je humor, povídky napsali oslovení spisovatelé, jedna povídka vzešla z literární soutěže pořádané nakladatelstvím.

## Povídky
- Zdeněk Svěrák – Natáčecí den
- Petr Šabach – Teplo domova
- Ivan Klíma – Koulařka
- Ivan Kraus – Lék-lék-lék, seretlék
- Pavel Svoboda – Gel
- Iva Pekárková – Jesedmhodinráno!Vstaň!
- Ivan Binar – Puklina
- Jiří Kratochvil – O Poustevníkovi ze Stromovky
- Ladislav Smoljak – Benefice pro Otu Plka
- Květa Legátová – Bul a sličný Pete